# Makedonski Brod
Makedonski Brod (oder kurz Brod; mazedonisch Македонски Бродⓘ [ˌmakɛˈdɔnski brɔd], ‚Mazedonische Furt‘), albanisch Brodi (i Maqedonisë) - indefinit Brod (i Maqedonisë), ist ein Städtchen im Westen Nordmazedoniens mit 3740 Einwohnern an den Ufern der Treska. Der Ort ist Sitz der nach ihr benannten Opština, welche noch 50 weitere Ortschaften umfasst und insgesamt über 7100 Einwohner zählt.

## Geographie

### Geographische Lage
Makedonski Brod liegt in einem Talkessel der Treska, eines Nebenflusses des Vardars, auf einer Meereshöhe zwischen 530 und 610 Meter. Im Norden erhebt sich das Waldgebirge Pesjak, im Süden die Buševa und im Osten die Dautica. Die Stadt ist Zentrum der ziemlich dünn besiedelten Region Poreče, welche sich von Skopje bis Kičevo erstreckt. Durch ein Seitental östlich der Stadt kommt man in die weite Ebene von Prilep. In der Nähe liegt das albanischsprachige Dorf Debreshte.

### Klima
Das Klima ist wegen der gebirgigen Lage kontinental geprägt. Die Winter sind kalt und niederschlagsreich und die Sommer heiß und niederschlagsarm.

### Bevölkerung
Die Stadt Makedonski Brod hat 3740 Einwohner, davon sind fast alle orthodoxe Mazedonier. Von den 7141 Einwohnern in der Opština sind 6927 orthodoxe Mazedonier, daneben gibt es 181 muslimische Türken. 33 Einwohner gehören noch anderen Ethnien an.

## Geschichte

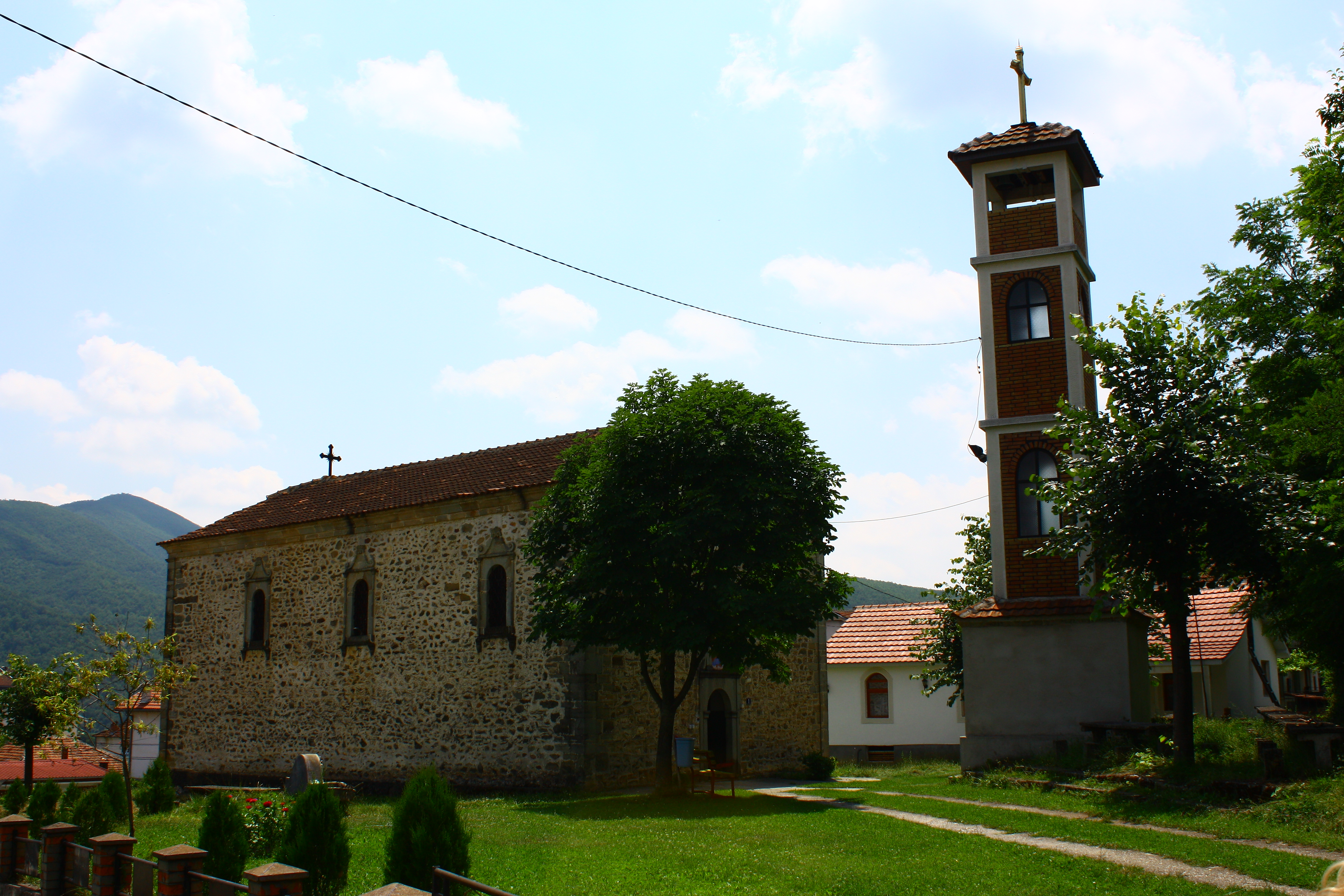
Heilige Muttergotteskirche in Makedonski Brod

In der Antike wurde die Umgebung von den Römern bewohnt. Bei der Ortschaft Krapa nordöstlich der Stadt wurde ein römischer Grabstein gefunden. Später wanderte der slawische Stamm der Berziten ein.
An der Stelle der heutigen Stadt steht seit jeher eine Brücke, die Kičevo im Westen mit Prilep im Südosten verband.
In der Nähe des Dorfes Devič im Norden wurden Ruinen vieler Gebäude gefunden, wonach zu beurteilen ist, dass dort eine Siedlung existierte, die für die ganze Region als Zentrum fungierte. Nicht weit von diesen Ruinen entfernt liegt die Pešna-Höhle, welche im inneren bis zu 30 Meter hoch ist und zu einem bis zu 10 Kilometer langen Höhlensystem gehört.
1445 fand in der Nähe die Schlacht von Mokra zwischen Skanderbegs Armeen und dem osmanischen Heer statt, die mit dem Sieg der Liga von Lezha endete.